# Akkayapalle
Akkayapalle là một thị trấn thống kê (census town) của quận Cuddapah thuộc bang Andhra Pradesh, Ấn Độ.

## Nhân khẩu
Theo điều tra dân số năm 2001 của Ấn Độ, Akkayapalle có dân số 18.247 người. Phái nam chiếm 51% tổng số dân và phái nữ chiếm 49%. Akkayapalle có tỷ lệ 62% biết đọc biết viết, cao hơn tỷ lệ trung bình toàn quốc là 59,5%: tỷ lệ cho phái nam là 70%, và tỷ lệ cho phái nữ là 53%. Tại Akkayapalle, 14% dân số nhỏ hơn 6 tuổi.